# Michaël Parkinson
Michaël Parkinson (* 23. November 1991 in Reading, Vereinigtes Königreich) ist ein niederländischer Volleyballspieler.

## Karriere
Parkinson begann im Alter von sieben Jahren mit Volleyball. In seiner Jugend war er auch beim Schwimmen und Tennis aktiv. Er besuchte zunächst das Alfrink College in Zoetermeer. 2011 begann er ein Studium an der Technischen Universität Eindhoven, entschied sich aber wegen der besseren Vereinbarkeit mit dem Sport für ein Fernstudium an der Open University England. In der ersten niederländischen Liga spielte der Mittelblocker bis 2011 für Rivium Rotterdam. Dann wurde er vom belgischen Erstligisten Noliko Maaseik verpflichtet, mit dem er in der ersten Saison das Double aus Meisterschaft und Pokal gewann. Parkinson debütierte 2011 in der niederländischen Nationalmannschaft. Im Sommer 2013 musste er jedoch wegen einer Verletzung am Knöchel auf Einsätze verzichten. Da er 2015 von Fons Vranken, dem Athletiktrainer der SWD Powervolleys Düren, behandelt wurde, verpflichtete der deutsche Bundesligist ihn als dreizehnten Spieler für die Saison 2015/16. Mit den Dürenern erreichte er das Playoff-Viertelfinale; im CEV-Pokal kamen die SWD Powervolleys ebenfalls ins Viertelfinale. Nach der Saison verließ Parkinson den Verein. Mit der Nationalmannschaft nahm er an der Volleyball-Weltliga 2016 teil. Anschließend wechselte er zum belgischen Erstligisten Lindemans Aalst.